# Eustomias macrurus
Eustomias macrurus es una especie de pez de la familia Stomiidae en el orden de los Stomiiformes.

## Morfología
• Los machos pueden llegar alcanzar los 27,6 cm de longitud total.

## Hábitat
Es un pez de mar y de aguas profundas.

## Distribución geográfica
Se encuentra en el  Atlántico oriental, el  Atlántico occidental, el Índico y el Pacífico.